# Cacochloris ochrea
Cacochloris ochrea är en fjärilsart som beskrevs av W. Warren 1897. Cacochloris ochrea ingår i släktet Cacochloris och familjen mätare. Inga underarter finns listade i Catalogue of Life.